# Roberto Júlio de Figueiredo
Roberto Júlio de Figueiredo (født 20. februar 1979) er en brasiliansk fodboldspiller.